# Флаводоксины

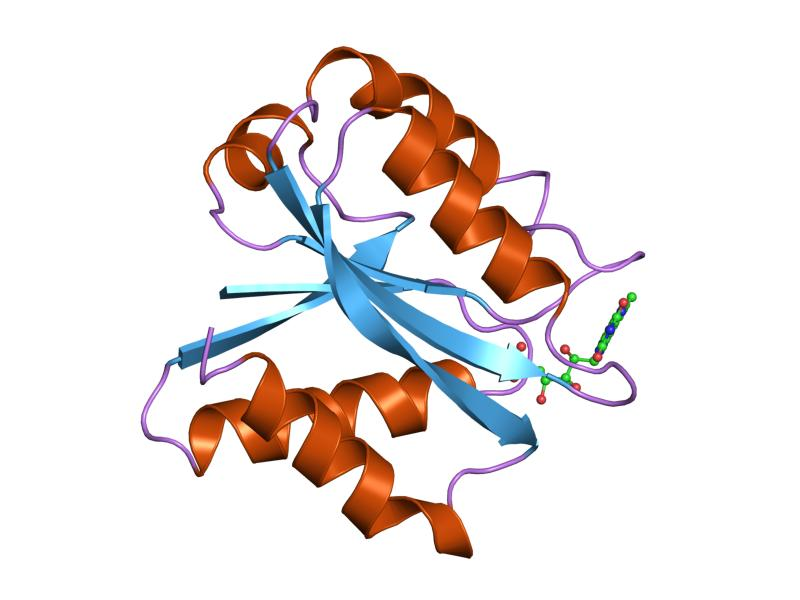
Флаводоксин из Clostridium beijerinckii.

Флаводоксины — маленькие бактериальные белки (~16-20 кДа), переносчики электронов. Содержат кофактор, флавинмононуклеотид. По своей структуре флаводоксин — это параллельный бета-лист из пяти β-тяжей, по обе стороны окружённый альфа спиралями. По своим функциям белки идентичны ферредоксинам и могут их заменять. Эти белки были выделены из прокариот, в том числе из цианобактерий, и некоторых эукариотических водорослей.

## Внешние ссылки
- MeSH Flavodoxin